# Davide Tardozzi

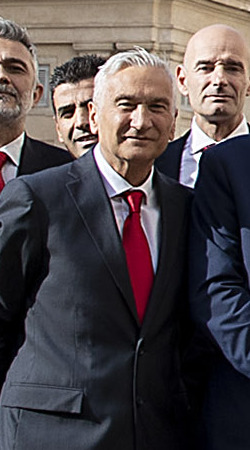
Davide Tardozzi in 2022

Davide Tardozzi (Ravenna, 30 januari 1959) is een Italiaans voormalig motorcoureur.

## Carrière
Tardozzi begon zijn internationale motorsportcarrière in 1983, toen hij deelnam aan de 250 cc-klasse van het Europees kampioenschap wegrace. Op een Yamaha werd hij veertiende in het klassement met 14 punten. In 1984 debuteerde hij in de 250 cc-klasse van het wereldkampioenschap wegrace op een Yamaha, waarin hij vier races reed. Hierin kwam hij niet verder dan een twaalfde plaats in zijn thuisrace, waardoor hij geen punten scoorde. In 1985 schreef hij zich in voor drie races op een MBA, maar wist hij zich geen enkele keer te kwalificeren.
In 1986 stapte Tardozzi over naar het Italiaans kampioenschap superbike, dat destijds nog onder Formule TT-reglementen werd gehouden. In 1987 en 1988 werd hij op een Bimota kampioen in deze klasse. In 1988 maakte hij voor deze fabrikant tevens de overstap naar het nieuwe wereldkampioenschap superbike. In Donington werd hij de eerste winnaar van een race in deze klasse. In Hockenheim won hij beide races, en ook in Spielberg en Estoril behaalde hij een zege. Met 91,5 punten werd hij achter Fred Merkel en Fabrizio Pirovano derde in de eindstand.
In 1989 bleef Tardozzi actief in het WK superbike, maar werden zijn resultaten minder. Twee achtste plaatsen in Paul Ricard en Pergusa waren zijn hoogste klasseringen. Met 39 punten werd hij zeventiende in het kampioenschap. Hiernaast werd hij achter Baldassarre Monti tweede in het Italiaans kampioenschap superbike met 130 punten. In 1990 stapte hij over naar een Ducati. Dit jaar kwam hij in slechts vier races aan de finish, met een achtste plaats in Donington als beste resultaat. Met 23 punten eindigde hij op plaats 25 in het klassement. In de Italiaanse klasse werd hij achter Pirovano en Monti derde met 136 punten.
In 1991 richtte Tardozzi zich op de superbike-klasse van het Europees kampioenschap wegrace. Voor Ducati werd hij kampioen in deze klasse. In het WK superbike reed hij in zes van de dertien raceweekenden, waarin hij podiumplaatsen behaalde in Misano, Shah Alam en Hockenheim. Met 108 punten werd hij tiende in de eindstand. In het Italiaanse kampioenschap werd hij achter Merkel tweede met 80 punten. In 1992 reed hij weer een volledig seizoen in de klasse, waarin een vijfde plaats in Spielberg zijn beste resultaat was. Met 44 punten werd hij zestiende in het kampioenschap. In de Italiaanse klasse behaalde hij 89 punten, waarmee hij vijfde werd.
Na het seizoen 1992 stopte Tardozzi als motorcoureur en werd hij de teambaas van het fabrieksteam van Ducati in het WK superbike. Onder zijn leiding won het team kampioenschappen met Carl Fogarty, Troy Corser, Troy Bayliss, Neil Hodgson en James Toseland. Aan het eind van het seizoen 2009 maakte hij de verrassende overstap naar het nieuwe fabrieksteam van BMW, waar hij een seizoen teambaas was. Sinds 2014 is hij weer teambaas van Ducati, maar nu van hun fabrieksteam in de MotoGP.